# Saint-Pierre-de-Coutances
Saint-Pierre-de-Coutances est une commune française, située dans le département de la Manche en région Normandie, peuplée de 396 habitants.

## Géographie

### Localisation

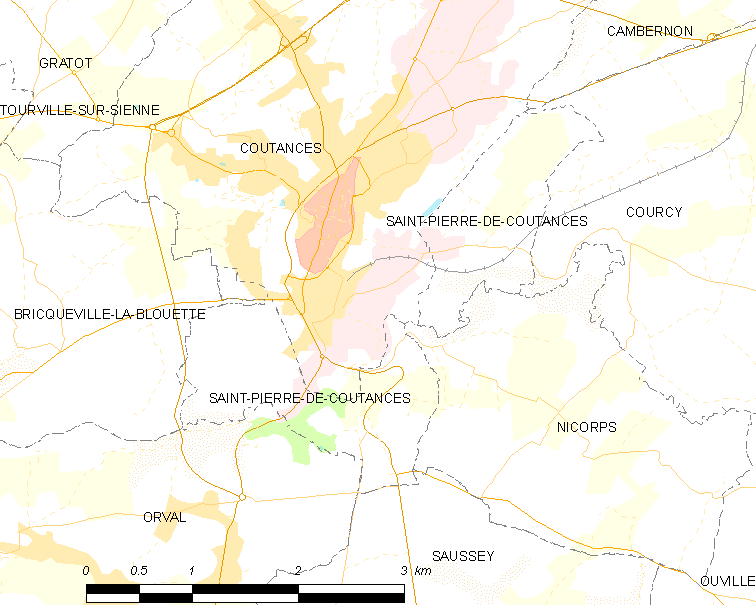
Saint-Pierre-de-Coutances et les communes voisines.

Couvrant 404 hectares, le territoire de Saint-Pierre-de-Coutances est le moins étendu du canton de Coutances. Il a la particularité d'être constitué de deux parties disjointes distantes d'une centaine de mètres, l'une à l'est de Coutances, l'autre au sud. Les deux parties sont de superficies presque équivalentes (la partie sud-ouest est légèrement plus étendue).
La commune est au cœur du Coutançais. Situé dans la partie sud-ouest, son bourg est à 2 km au sud de Coutances et à 9,5 km au nord-est de Montmartin-sur-Mer.
| Coutances | Coutances                                   | Courcy         |
| Coutances | Saint-Pierre-de-Coutances (partie nord-est) | Courcy         |
| Coutances | Nicorps                                     | Courcy Nicorps |

| Bricqueville-la-Blouette | Coutances                                    | Nicorps |
| Bricqueville-la-Blouette | Saint-Pierre-de-Coutances (partie sud-ouest) | Nicorps |
| Orval                    | Orval                                        | Saussey |

### Hydrographie
La commune est située dans le bassin Seine-Normandie. Elle est drainée par la Soulles, le Prepont, le cours d'eau 01 de la Dérie, le cours d'eau 01 de Viquet et le fossé 01 de Saint-Pierre-de-Coutances,,.
La Soulles, d'une longueur de 52 km, prend sa source dans la commune de Percy-en-Normandie et se jette  dans la Sienne à Heugueville-sur-Sienne, après avoir traversé 19 communes. Les caractéristiques hydrologiques de la Soulles sont données par la station hydrologique située sur la commune. Le débit moyen mensuel est de 2,5 m3/s. Le débit moyen journalier maximum est de 39,4 m3/s, atteint lors de la crue du 26 janvier 1995. Le débit instantané maximal est quant à lui de 41,7 m3/s, atteint le même jour.

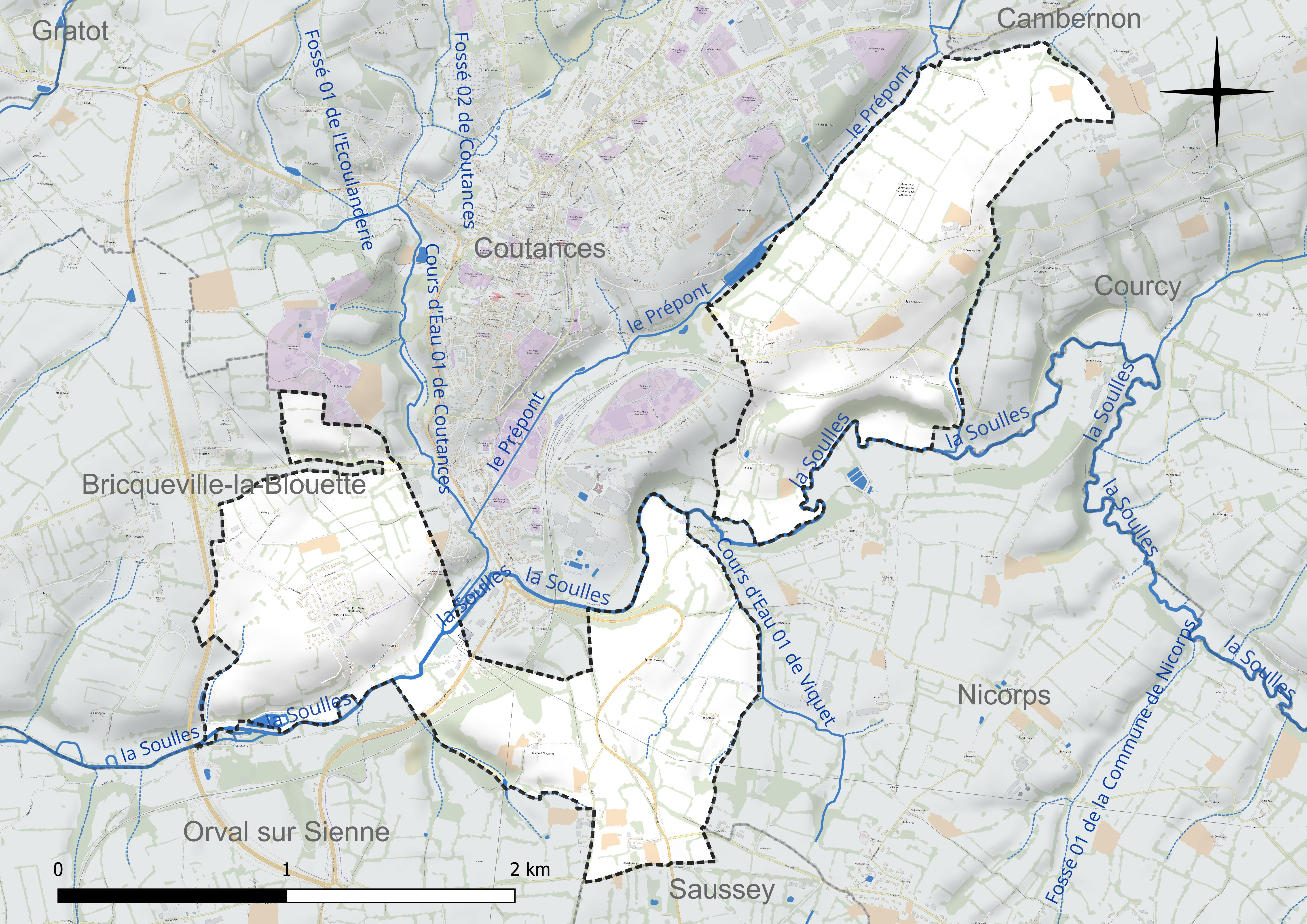
Réseau hydrographique de Saint-Pierre-de-Coutances.

### Climat
Pour des articles plus généraux, voir Climat de la Normandie et Climat de la Manche.
En 2010, le climat de la commune est de type climat océanique franc, selon une étude du CNRS s'appuyant sur une série de données couvrant la période 1971-2000. En 2020, Météo-France publie une typologie des climats de la France métropolitaine dans laquelle la commune est exposée à un climat océanique et est dans la région climatique  Normandie (Cotentin, Orne), caractérisée par une pluviométrie relativement élevée (850 mm/a) et un été frais (15,5 °C) et venté. Parallèlement le GIEC normand, un groupe régional d’experts sur le climat, différencie quant à lui, dans une étude de 2020, trois grands types de climats pour la région Normandie, nuancés à une échelle plus fine par les facteurs géographiques locaux. La commune est, selon ce zonage, exposée à un « climat maritime », correspondant au Cotentin et à l'ouest du département de la Manche, frais, humide et pluvieux, où les contrastes pluviométrique et thermique sont parfois très prononcés en quelques kilomètres quand le relief est marqué.
Pour la période 1971-2000, la température annuelle moyenne est de 10,9 °C, avec une amplitude thermique annuelle de 11,8 °C. Le cumul annuel moyen de précipitations est de 967 mm, avec 14,8 jours de précipitations en janvier et 8,8 jours en juillet. Pour la période 1991-2020, la température moyenne annuelle observée sur la station météorologique la plus proche, située sur la commune de Coutances à 1 km à vol d'oiseau, est de 11,7 °C et le cumul annuel moyen de précipitations est de 1 092,8 mm,. Pour l'avenir, les paramètres climatiques de la commune estimés pour 2050 selon différents scénarios d’émission de gaz à effet de serre sont consultables sur un site dédié publié par Météo-France en novembre 2022.

## Urbanisme

### Typologie
Au 1er janvier 2024, Saint-Pierre-de-Coutances est catégorisée petite ville, selon la nouvelle grille communale de densité à sept niveaux définie par l'Insee en 2022.
Elle appartient à l'unité urbaine de Coutances, une agglomération intra-départementale regroupant deux  communes, dont elle est une commune de la banlieue,,. Par ailleurs la commune fait partie de l'aire d'attraction de Coutances, dont elle est une commune du pôle principal,. Cette aire, qui regroupe 37 communes, est catégorisée dans les aires de moins de 50 000 habitants,.

### Occupation des sols
L'occupation des sols de la commune, telle qu'elle ressort de la base de données européenne d’occupation biophysique des sols Corine Land Cover (CLC), est marquée par l'importance des territoires agricoles (88,8 % en 2018), en diminution par rapport à 1990 (93 %). La répartition détaillée en 2018 est la suivante : prairies (57,8 %), terres arables (19,2 %), zones agricoles hétérogènes (11,8 %), zones urbanisées (4,7 %), zones industrielles ou commerciales et réseaux de communication (3,7 %), forêts (2,8 %). L'évolution de l’occupation des sols de la commune et de ses infrastructures peut être observée sur les différentes représentations cartographiques du territoire : la carte de Cassini (XVIIIe siècle), la carte d'état-major (1820-1866) et les cartes ou photos aériennes de l'IGN pour la période actuelle (1950 à aujourd'hui).

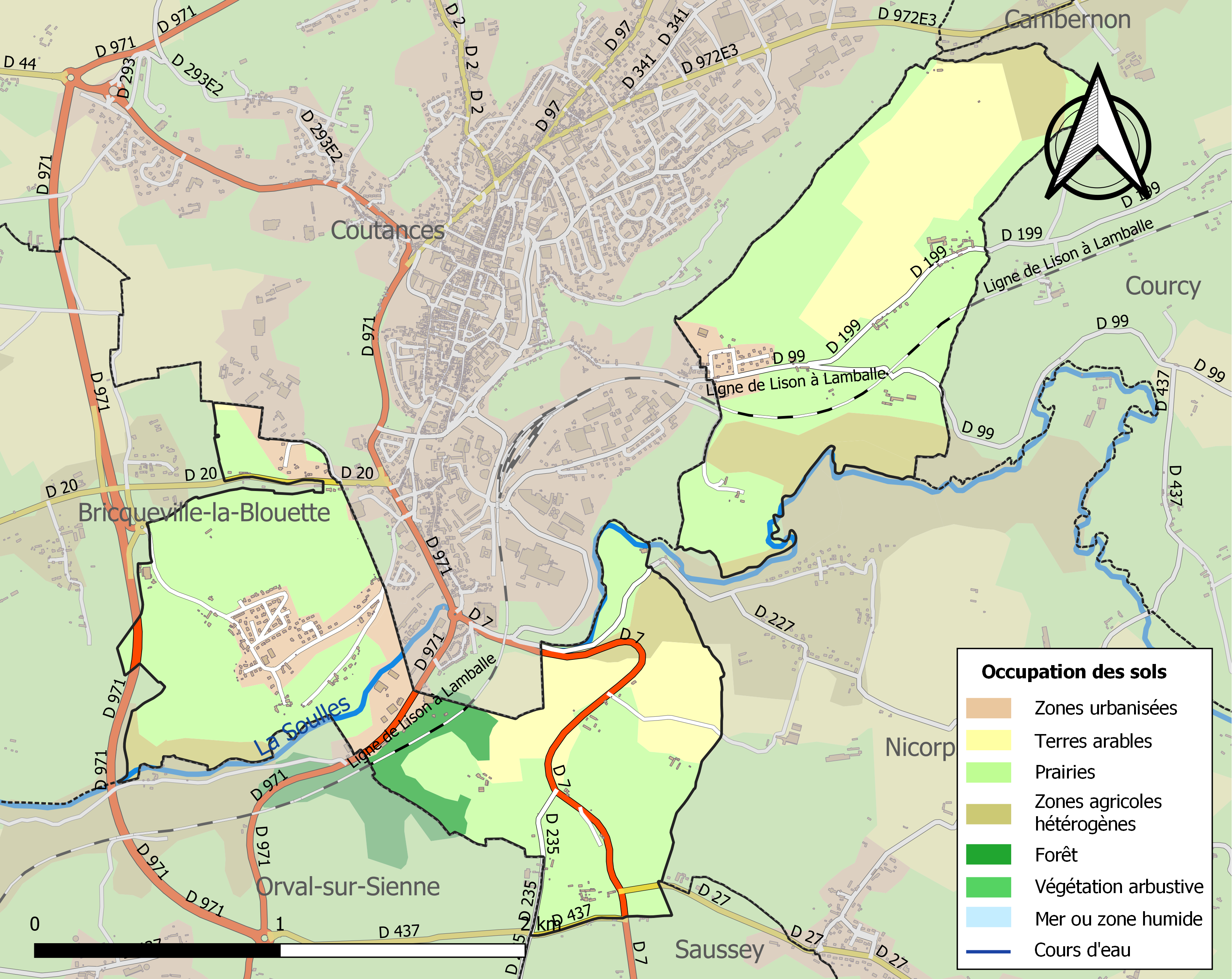
Carte des infrastructures et de l'occupation des sols de la commune en 2018 (CLC).

## Toponymie
Le nom de la localité est attesté sous la forme eccl. Sancti Petri Constantiensis en 1332. La paroisse est, comme son église située sur le territoire de Coutances, dédiée à l'apôtre Pierre.
Le gentilé est Saint-Pierrais.

## Politique et administration
| Période                                  | Période      | Identité         | Étiquette       | Qualité                                   |
| ---------------------------------------- | ------------ | ---------------- | --------------- | ----------------------------------------- |
| octobre 1980                             | mars 2001    | Gilbert Lebas    | SE              | Agriculteur                               |
| mars 2001                                | mars 2008    | Bernard Périer   | SE              |                                           |
| mars 2008                                | mars 2014    | Claude Rivey     | SE              | Agriculteur                               |
| mars 2014                                | aout 2017    | Grégory Galbadon | DVG LREM (2017) | Éducateur territorial, député (2017-2018) |
| octobre 2017                             | janvier 2018 | Pascale Benoist  |                 | Infirmière                                |
| 23 mars 2018                             | mai 2020     | Pascale Benoist  |                 | Infirmière                                |
| mai 2020                                 | En cours     | Grégory Galbadon | LREM            | Éducateur territorial                     |
| Les données manquantes sont à compléter. |              |                  |                 |                                           |

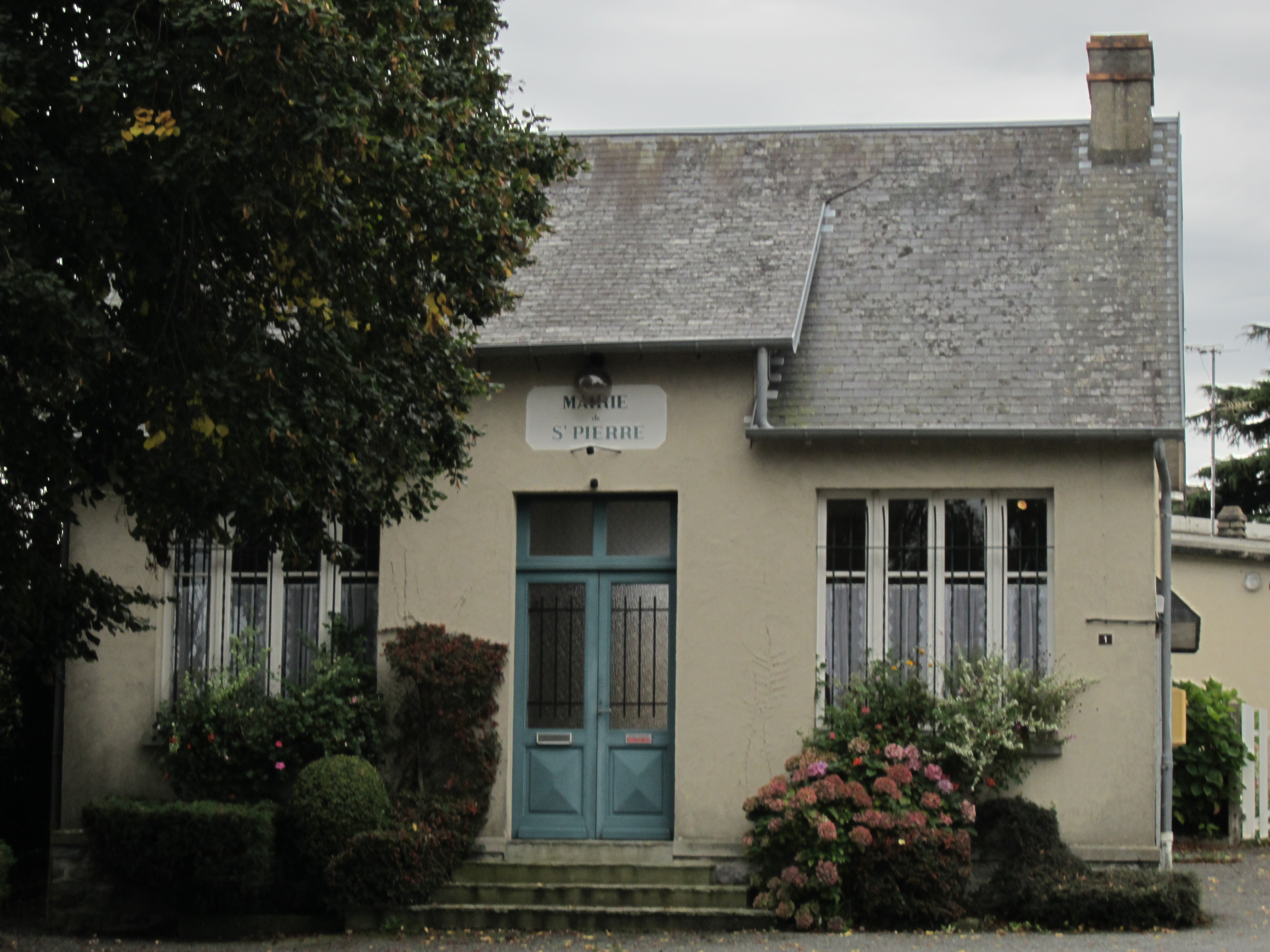
La mairie.

Le conseil municipal est composé de onze membres dont le maire et deux adjoints.
À la suite de la nomination de Grégory Galbadon en 2017 comme député en remplacement de Stéphane Travert, nommé ministre de l'Agriculture, le conseil municipal se doit d'élire un nouveau maire. Le conseil municipal étant incomplet en raison de trois démissions, des élections complémentaires ont lieu les 8 et 15 octobre, qui aboutissent à l'élection de Pascale Benoist comme maire le 20 octobre 2017. Mais le résultat de ces élections est invalidé par le tribunal administratif, le scrutin n'ayant pas mobilisé au moins un quart des électeurs inscrits. De nouvelles élections ont donc lieu le 18 mars 2018 et Pascale Benoist, seule candidate, est élue maire le 23 mars suivant.

## Population et société

### Démographie
L'évolution du nombre d'habitants est connue à travers les recensements de la population effectués dans la commune depuis 1793. Pour les communes de moins de 10 000 habitants, une enquête de recensement portant sur toute la population est réalisée tous les cinq ans, les populations de référence des années intermédiaires étant quant à elles estimées par interpolation ou extrapolation. Pour la commune, le premier recensement exhaustif entrant dans le cadre du nouveau dispositif a été réalisé en 2007.
En 2022, la commune comptait 396 habitants, en évolution de −4,58 % par rapport à 2016 (Manche : −0,31 %, France hors Mayotte : +2,11 %).
| 1793 | 1800 | 1806 | 1821 | 1831 | 1836 | 1841 | 1846 | 1851 |
| ---- | ---- | ---- | ---- | ---- | ---- | ---- | ---- | ---- |
| 228  | 356  | 392  | 174  | 209  | 188  | 190  | 209  | 217  |

| 1856 | 1861 | 1866 | 1872 | 1876 | 1881 | 1886 | 1891 | 1896 |
| ---- | ---- | ---- | ---- | ---- | ---- | ---- | ---- | ---- |
| 215  | 192  | 195  | 216  | 224  | 210  | 205  | 201  | 212  |

| 1901 | 1906 | 1911 | 1921 | 1926 | 1931 | 1936 | 1946 | 1954 |
| ---- | ---- | ---- | ---- | ---- | ---- | ---- | ---- | ---- |
| 186  | 181  | 164  | 181  | 186  | 171  | 175  | 187  | 216  |

| 1962 | 1968 | 1975 | 1982 | 1990 | 1999 | 2006 | 2007 | 2012 |
| ---- | ---- | ---- | ---- | ---- | ---- | ---- | ---- | ---- |
| 187  | 186  | 313  | 331  | 345  | 318  | 378  | 386  | 418  |

| 2017 | 2022 | - | - | - | - | - | - | - |
| ---- | ---- | - | - | - | - | - | - | - |
| 408  | 396  | - | - | - | - | - | - | - |

## Culture locale et patrimoine

### Lieux et monuments
La commune a la particularité de ne pas avoir d'église. L'église Saint-Pierre est située sur le territoire de Coutances.
- Le parc médiéval de l'Évêque (XIe siècle), ancienne réserve de chasse des évêques de Coutances est en partie situé sur la commune : Porte de la Besnardière et Porte de la Galaisière.
- Ferme du Mesnil Saint-Jean, ancienne chapelle du XVIIe siècle.
- Le grand Clivonnet (XVIe – XIXe siècles). Ancien fief possession de l'abbaye de La Lucerne ainsi que les fiefs de la Criquette et de la Foulerie[38].